# Mexický klobouk (vlnka)

Reálný mexický klobouk

Jako mexický klobouk se označuje vlnka, která je druhou derivací Gaussovy funkce. Existuje reálná a komplexní varianta. Použitelná je pouze k CWT (není ortogonální ani biortogonální). Má velmi dobrou rozlišovací schopnost v časové oblasti a malou rozlišovací schopnost ve frekvenční oblasti. Její dvourozměrná varianta se používá v počítačovém vidění (detekce hran).
Reálný mexický klobouk definován jako
{\displaystyle \psi (t)=c\,(t^{2}-1)e^{-{\frac {t^{2}}{2}}}}.
Vlastnosti
- symetrický
- nemá kompaktní nosič, efektivní na intervalu {\displaystyle \left(-5;+5\right)}